# Piñón (Arizona)
Piñón es un lugar designado por el censo ubicado en el condado de Navajo en el estado estadounidense de Arizona. En el Censo de 2010 tenía una población de 904 habitantes y una densidad poblacional de 53,75 personas por km².

## Geografía
Piñón se encuentra ubicado en las coordenadas 36°5′56″N 110°13′9″O / 36.09889, -110.21917. Según la Oficina del Censo de los Estados Unidos, Piñón tiene una superficie total de 16.82 km², de la cual 16.79 km² corresponden a tierra firme y (0.17%) 0.03 km² es agua.

## Demografía
Según el censo de 2010, había 904 personas residiendo en Piñón. La densidad de población era de 53,75 hab./km². De los 904 habitantes, Piñón estaba compuesto por el 7.08% blancos, el 0.33% eran afroamericanos, el 88.83% eran amerindios, el 2.1% eran asiáticos, el 0% eran isleños del Pacífico, el 0.44% eran de otras razas y el 1.22% pertenecían a dos o más razas. Del total de la población el 2.77% eran hispanos o latinos de cualquier raza.